# Дадашев, Мамедрза Гасан оглы
Мамедрза Гасан оглы Дадашев (азерб. Məmmədrza Həsən oğlu Dadaşov; 16 августа 1909, Биджо, Бакинская губерния — 16 июня 1984, там же) — сельскохозяйственный работник, Герой Социалистического Труда.

## Биография
Мамедрза Дадашев родился 16 августа 1909 года в селе Биджёв (ныне Биджо) Шемахинского уезда.
С 1934 по 1976 Дадашев работал учителем, а также работал одним из глав коллективов в Шемахе и Ахсу. С 1976 до конца жизни глава Биджовского сельсовета.
В 1948 году получил звание Героя Социалистического Труда. В том же году это же звание получили 6 его односельчан.
Депутат Верховного Совета Азербайджанской ССР 6-го созыва.
Умер 16 июня 1984 в селе Биджов Ахсуйского района.

## Награды
- Орден Ленина
- Орден Трудового Красного Знамени
- Орден Октябрьской революции
- Герой Социалистического Труда